# Массовое убийство в Алабаме
Массовое убийство в Алабаме — события, произошедшие 10 марта 2009 года в поселениях Женева (англ. Geneva) и Сэмсон (англ. Samson), округ Женева, штат Алабама, США, когда в результате стрельбы, устроенной 28-летним Майклом Кентом Мак-Лендоном, погибло 11 человек (включая стрелявшего, совершившего самоубийство), и ещё 6 человек получили ранения. Самый ужасный из всех подобных инцидентов в Алабаме (по оценке на 2016 год).

## Событие
10 марта 2009 года около 15:30 по местному времени в городе Кинстон (англ. Kinston) Майкл Кент Мак-Лендон убил у себя в доме свою мать, а затем дотла сжёг дом. Затем на своей машине с арсеналом оружия он направился к дому родственников, по дороге он застрелил четырёх родственников в возрасте от 15 до 74 лет. Затем он вышел из дома родственников и поехал в сторону заправки, убив по дороге прохожего и его дочь. В 16:08 стрелявший ворвался на территорию заправочной станции «Алабама Хайвей 52» и начал расстреливать посетителей. Мак-Лендон убил двоих посетителей и охранника, который попытался его обезвредить, и ранил еще троих человек. После чего начал стрелять по проезжающим машинам на шоссе, ранив двоих водителей. В 16:15 он завязал перестрелку с полицией, которая окружила его, ранил одного полицейского, после чего, в 16:18 застрелился. Первоначально думали, что его убили полицейские, но потом было доказано, что он сам выстрелил себе в голову.

## Жертвы
- Лиза Уайт Мак-Лендон — 52 года — мать Майкла Мак-Лендона.
- Джеймс Алфорд Уайт — 55 лет — дядя Мак-Лендона.
- Трейси Мишель Уэйз — 34 года — дочь Джеймса Уайта.
- Дин Джеймс Уэйз — 15 лет — сын Трейси Уэйз.
- Вирджиния Э. Уайт — 74 года — бабушка Мак-Лендона.
- Андре Дэв Майерс — 31 год — прохожий.
- Коррин Грейси Майерс — 18 месяцев — дочь Андре Майерса.
- Джеймс Ирвин Старлинг — 24 года — посетитель заправочной станции.
- Соня Смит Лолли — 43 года — посетитель заправочной станции.
- Брюс Уилсон Малдэй — 51 год — охранник, попытавшийся остановить Мак-Лендона.
- Майкл Кент МакЛендон — 28 лет — нападавший, покончивший с собой.

## Стрелок
Стрелком являлся Майкл Кент Мак-Лендон (англ. Michael Kenneth McLendon, род. 19 сентября 1980). В кармане его штанов было найдено письмо полицейским: «Прошу прочесть полицейского, нашедшего моё тело. Я не сожалею, что убил мать, но теперь я хочу покончить с собой, забрав как можно больше жизней…».

## Последствия
Всего погибло 11 человек, включая стрелявшего; ещё 6 были ранены. На следующий день после событий, 11 марта 2009 года, в городе Винненден, земля Баден-Вюртемберг, Германия, 17-летний Тим Кретчмер устроил стрельбу в своей бывшей школе, а затем и в округе, убив в общей сложности 15 и ранив 11 человек; нападавший покончил с собой, находясь в окружении полиции. Возможно, случай в Алабаме послужил примером для Тима.